# Encomiendas en Perú
Una encomienda en Perú era una recompensa ofrecida a cada uno de los hombres bajo el liderazgo de Francisco Pizarro, quien inició la conquista española del Imperio inca en 1532. A principios del período colonial del Nuevo Mundo, la tierra tenía poco valor económico sin el trabajo para explotarlo. La concesión de una encomienda otorgaba al concesionario, el encomendero, el derecho a cobrar tributo de una comunidad de indígenas. La palabra "encomienda" significa "fideicomiso", lo que indica que los indígenas estaban encomendados al cuidado y atención de un encomendero. En realidad, el sistema de encomienda a menudo se compara con la esclavitud. Teóricamente, el encomendero no era dueño de las personas o la tierra ocupada por sus súbditos, sino sólo el derecho al tributo, generalmente en forma de trabajo, que podía extraer de ellos.
Posteriormente, las concesiones de encomiendas se extendieron tanto a soldados como a no soldados que brindaron valiosos servicios a la conquista y colonización del Perú. El gobernador del Perú, inicialmente Pizarro, y luego el virrey otorgaron encomiendas a particulares. La concesión de una encomienda a un individuo estaba destinada a ser heredable solo a una segunda generación. El encomendero era responsable de pagar un impuesto al Rey de España, proteger y brindar educación religiosa a los indígenas, bajo su control, brindar servicios militares según fuera necesario y mantener una residencia cerca de la zona en que vivían sus súbditos.
Las encomiendas variaban mucho en tamaño y riqueza, y los Pizarro y otros líderes militares recibían concesiones mucho más grandes y ricas que los soldados rasos. Sin embargo, incluso los miembros más humildes del ejército conquistador adquirieron riqueza y estatus social mucho más allá de lo que podrían haber esperado en España o en otras colonias españolas. Parte de la riqueza provino inmediatamente de la parte de los soldados del tesoro capturado a los incas y parte vino más lentamente del trabajo de las personas que vivían en las encomiendas que esos soldados controlaban. La mayor parte de la riqueza derivada de las encomiendas provenía de la agricultura o la minería, aunque la manufactura, especialmente de textiles, era una fuente de ingresos de algunas encomiendas.
La encomienda "fue la institución clave del colonialismo español temprano" y el principal medio de explotación del trabajo de los indígenas por parte de los conquistadores españoles. La concesión de una encomienda permitía al destinatario disfrutar de un "rango y estilo de vida señoriales" y los encomenderos, a menudo de origen humilde, dominaban los gobiernos locales y eran económicamente importantes. El número de encomiendas en Perú alcanzó su punto máximo alrededor de 1570. En la mayor parte de América, el sistema de encomiendas dio paso al repartimiento a fines del siglo XVI, pero en Perú las encomiendas persistieron, aunque disminuyeron en importancia, hasta el siglo XVIII. En 1721, la corona española prohibió la creación de nuevas encomiendas. Las encomiendas fueron reemplazadas gradualmente por grandes latifundios llamados haciendas en las que, a diferencia de la encomienda, el hacendado o patrón era el propietario legal de la tierra.

## Botín de guerra

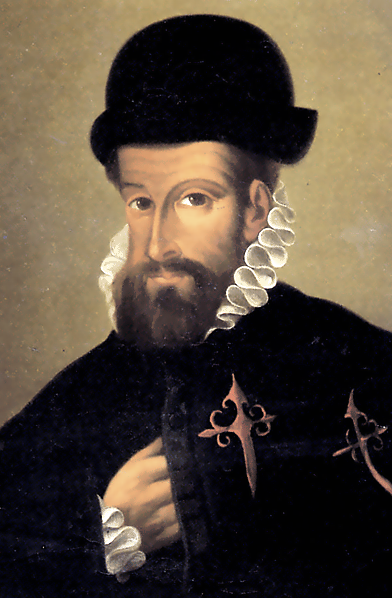
Retrato del marqués Francisco Pizarro, fundador de Lima y primer encomendero del Perú.

Durante la reconquista de la península ibérica, que duró siglos, los líderes cristianos españoles otorgaron encomiendas a individuos por sus servicios militares para obtener el control del territorio. La institución fue llevada al Nuevo Mundo. En el Perú, los primeros encomenderos fueron 40 soldados españoles ancianos y heridos que Francisco Pizarro dejó como retaguardia en la ciudad de San Miguel mientras dirigía su fuerza principal hacia el interior para enfrentarse al Imperio incaico en 1532. Cada uno de los 168 hombres de la fuerza de Pizarro que participaron en la captura de Atahualpa tenía derecho a una encomienda. La mayoría de ellos eran de las clases sociales más bajas de España. Poco después de Cajamarca, a Pizarro se unió Diego de Almagro con 200 hombres adicionales y los españoles continuaron la conquista capturando Cuzco y estableciendo allí una ciudad española en 1534. Almagro y sus hombres fueron los últimos españoles en Perú que automáticamente tenían derecho a una encomienda, aunque muchos soldados que llegaron más tarde también fueron beneficiarios. Los jefes militares se adjudicaron la más valiosa de las encomiendas. El gobernador de Nueva Castilla (inicialmente el propio Pizarro) y los capitanes de las tropas españolas tenían autoridad para otorgar encomiendas, aunque el encomendero estaba obligado a pagar impuestos a la Corona de España.
A fines de la década de 1530 y 1540, cuando el Perú se vio afectado por las guerras civiles entre los conquistadores españoles, se entregaron (o quitaron) encomiendas a capitanes y soldados de caballería, pero no generalmente a soldados comunes. Para 1560, las encomiendas otorgadas o retenidas eran soldados de la época de la conquista, élites de la sociedad española, líderes militares distinguidos durante las guerras civiles y personas con buenas conexiones. Algunas de las personas a las que se les otorgaron encomiendas optaron por regresar a España y renunciaron o vendieron ilegalmente su encomienda. Otros que se quedaron en el Perú maniobraron para retener la encomienda para sus descendientes.
En 1570, el número de encomiendas en el Perú (que incluía los actuales países de Ecuador, Bolivia y el norte de Chile) alcanzó un máximo de alrededor de 470 y los encomenderos alcanzaron el apogeo de su importancia económica y política. En 1550 el promedio de "tributarios" (varones entre 15 y 50 años) asignados a cada encomienda era de 673. Contando los familiares, el número de indígenas sujetos a un encomendero ascendía a más de un millón de personas. Para 1630, el número de encomiendas se había reducido a poco más de 300, de las cuales unas 70 se encontraban en Ecuador y 30 en Bolivia. Parte de la razón de la disminución de la población andina fue principalmente a epidemias de enfermedades introducidas por los colonos europeos, pero también a la explotación de los pueblos nativos. Los estudiosos estiman que la población indígena en el Perú (sin incluir a los actuales Ecuador y Bolivia en esta estimación) era de 600.000 en 1620 en comparación con una población de aproximadamente nueve millones antes de 1530. El número de europeos, en su mayoría españoles, que vivían en el Perú en 1630 era de unos 34.000.
La persistencia de las encomiendas en el Perú, mucho después de que el sistema fuera reemplazado en la mayor parte de la América española, se debió a la similitud cultural entre la encomienda española y el sistema inca de trabajo tributario, la mita. Los españoles heredaron y adaptaron el sistema de mita. Aunque la mita inca no parece haber sido tan explotadora como la encomienda española, ambas eran sistemas de corvee o trabajo forzado en los que los indígenas trabajaban en beneficio de un señor supremo.

## Encomenderos
La vida ideal de un encomendero era una "casa poblada" (casa poblada), un concepto español que "implicaba una casa grande, una esposa española si era posible, una mesa donde se mantuvieran muchos invitados, esclavos negros, un personal de español e indio [Indígenas] sirvientes-empleados" más "una cuadra de caballos, ropa fina, propiedad de tierras agrícolas y rebaños de ganado, y ocupar cargos en los consejos municipales". Los encomenderos obtenían la mayor parte de sus ingresos de la agricultura y la minería, aunque también podían invertir en comercio y bienes raíces. Para 1540, a medida que aumentaba el número de españoles en el Perú, casi todos los encomenderos contrataban a uno o más mayordomos para administrar sus empresas. Los mayordomos solían ser de origen modesto, pero tenían que saber leer y escribir y generalmente se les pagaba un porcentaje de las ganancias de la encomienda, más comúnmente alrededor del 20 por ciento. Los mayordomos solían ser más instrumentales en la gestión de la encomienda que el propio encomendero. El encomendero a menudo vivía lejos de su encomienda en una ciudad, más comúnmente Lima, Cuzco o Quito (algunos vivían en España), y solo visitaba su encomienda ocasionalmente. También fueron contratados por la mayoría de los encomenderos "estancieros", españoles, portugueses o canarios de herencia modesta y bajo prestigio que vivían entre los indígenas y eran generalmente pastores y agricultores. La minería era a menudo un negocio lucrativo para los encomenderos y contrataban a profesionales calificados para administrar las minas de oro y plata. Sus gerentes recibían una participación de hasta el 20 por ciento de las ganancias de las minas y fundiciones.

### Encomenderas
Los hombres españoles superaban con creces a las mujeres españolas en el Perú del siglo XVI. Si un encomendero deseaba pasar su encomienda a su heredero, debía tener una esposa legal y un heredero nacido dentro del matrimonio, por lo que casi todos los encomenderos se casaban con mujeres españolas, o al menos con mujeres que pretendían ser españolas. Las esposas de los encomenderos en el siglo XVI ocupaban el peldaño más alto de la sociedad femenina en el Perú y entre 1534 y 1620 al menos 102 viudas e hijas de encomenderos se convirtieron en encomenderas, poseedoras, generalmente temporales en espera del matrimonio o del nuevo matrimonio, de una encomienda. Por costumbre, las viudas debían casarse poco después de la muerte del marido y, dada la alta mortalidad de los hombres en el turbulento Perú de las primeras décadas de su existencia virreinal, muchas mujeres se casaban tres o cuatro veces y administraban con eficacia las encomiendas de sus maridos muertos. Las encomenderas de esos días han sido descritas como en su mayoría de origen plebeyo con solo unos pocos aristócratas entre ellas, pero incluso las encomenderas de herencia modesta poseían lujos mucho mayores que los que tenían las mujeres de herencia similar en España. En circunstancias excepcionales, una mujer podía recibir una encomienda por su propio mérito. En la década de 1540, María Escobar, dos veces viuda y heredera de dos encomiendas, recibió una propia cuando cultivó trigo e introdujo el pan de trigo en Lima, que hasta entonces había dependido del maíz para el pan. Otra encomendera que enviudó dos veces, Jordana Mejía, fallecida en 1624, adquirió tanta riqueza que el testamento de asignación de sus bienes superó las 250 páginas.

## Los indígenas

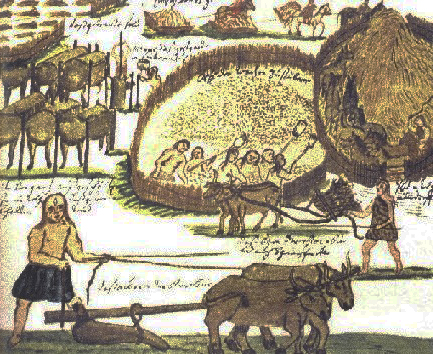
Indígenas trabajando en una encomienda en el.

El encomendero tenía poco contacto con la población indígena cuyo trabajo controlaba aparte de los sirvientes de su casa. En cambio, los líderes indígenas, llamados curacas, eran los intermediarios entre el encomendero y sus súbditos. Los linajes de los curacas a menudo son anteriores a los españoles e incluso a los incas. Eran la "maquinaria preexistente y en funcionamiento del gobierno local". El encomendero podría intentar extraer más ingresos de su encomienda "pero no tenía interés en desmantelar" el sistema que heredó de los incas. Eran los curacas quienes controlaban al pueblo indígena de la encomienda y entregaban tributo y mano de obra al encomendero. Los curacas fueron ampliamente acusados de ser corruptos y crueles con las personas bajo su control, pero eran esenciales para los encomenderos. Los curacas incluso ocuparon una alta posición en la complicada pirámide de estatus de los españoles, con derecho a ser llamados "don" como algunos encomenderos, y muchas de sus esposas. Los curacas tenían una renta muy importante.
El pueblo indígena sujeto al gobierno directo de los curacas y al gobierno indirecto de los encomenderos era un grupo en decadencia y desmoralizado. Fueron acosados por epidemias recurrentes de enfermedades europeas que redujeron drásticamente su población. Fueron sujetos a demandas exorbitantes de tributo y mano de obra por parte de los españoles. Fueron asesinados o murieron en gran número en las guerras civiles (incas o españolas) y revueltas indígenas que estallaron durante los primeros 40 años después de la conquista. Los españoles "exigen oro y plata a los que no tienen minas... puercos a los que no las crían... maíz, trigo y ají a los que no las crían". Además, los súbditos indígenas debían entregar el tributo exigido por el encomendero en su domicilio, que podía estar a 300 kilómetros (190 millas) de distancia de sus hogares. Transportando su tributo, caravanas de llamas, que puede tomar meses en cada año. A cambio, los encomenderos proporcionaban sacerdotes para la instrucción de los indígenas "en los principios de nuestra Santa Fe Católica"."
La mayoría de los indígenas de las encomiendas trabajaban cerca de sus hogares, pero muchos fueron reclutados para trabajar en lugares distantes en minas y manufactura textil. A partir de la década de 1570, la mano de obra masculina, incluida la de las encomiendas, al sur del Cuzco se vio obligada a viajar y trabajar en las lucrativas minas de plata de Potosí. Una séptima parte de la fuerza laboral, unos 13.500 hombres, trabajaba en turnos alternados de seis meses en Potosí. Se hicieron gravámenes adicionales de mano de obra andina para el trabajo notoriamente insalubre en la mina de mercurio en Huancavelica y en la fabricación de textiles en el norte del Perú. Los pequeños salarios que ganaban por trabajos difíciles y peligrosos les ayudaban a pagar el tributo anual en efectivo que debían a los encomenderos.

## La encomienda
Los indígenas de una encomienda a veces se caracterizan como esclavos, pero a los encomenderos se les otorgaron derechos solo sobre el trabajo de los nativos, no sobre su tierra. El indígena no podía ser vendido ni reubicado por el encomendero. El encomendero tampoco poseía su encomienda a perpetuidad. La herencia se limitaba a una sola generación después de la concesión de la encomienda a un individuo. Sin embargo, los defensores de las encomiendas argumentaron que las restricciones a la herencia hacían que el encomendero explotara y cuidara menos a sus trabajadores que si hubieran sido de su propiedad, es decir, esclavos hereditarios. Aunque a menudo se violaban las restricciones legales sobre los encomenderos, el estatus de los trabajadores de las encomiendas era trabajo forzado.
Sin embargo, muchos encomenderos poseían esclavos de origen africano y nativo americano. Los esclavos nativos americanos eran no andinos, importados de Nicaragua y Venezuela, relativamente pocos en número y absorbidos en la población general del Perú después de que España prohibiera la esclavitud de los pueblos indígenas en las Américas en la década de 1540. La mayoría de las esclavas nativas de los encomenderos eran mujeres que se convertían en concubinas o sirvientas de la casa. Los esclavos africanos eran más numerosos. En 1542, un encomendero en el Cuzco compró 17 esclavos africanos para trabajar en una mina de oro, pero la mayoría de los esclavos africanos a mediados del siglo XVI en el Perú se convirtieron en sirvientes de los ricos, incluidos los encomenderos. Se confiaba en ellos porque estaban aislados de la población general y dependían de sus dueños. La posesión de uno o más esclavos africanos era una marca de prestigio para un encomendero en su búsqueda del ideal de la "casa poblada".

## Medidas de la Corona
La conquista del Perú tuvo poco costo para las finanzas de la Corona de España, pero el poder de los encomenderos se percibía como una amenaza. En 1542, el rey Carlos I de España expresó esa preocupación al aprobar las Leyes Nuevas que abolían la esclavitud y el sistema de encomienda en las colonias españolas del Nuevo Mundo. Los encomenderos del Perú se rebelaron, mataron al primer virrey del Perú y obligaron a la Corona a revocar la ley. La Corona y algunos líderes religiosos estaban preocupados por el bienestar del pueblo indígena, pero esa preocupación entraba en conflicto con la necesidad de la Corona de obtener ingresos del Perú, de los cuales los impuestos pagados por los encomenderos eran la mayor parte en los primeros días del virreinato.
En 1554 los encomenderos del Perú enviaron un representante, Antonio de Ribera, a España con una oferta extraordinaria para el Rey de España. Los encomenderos ofrecieron un pago en efectivo de 7,6 millones de pesos a la Corona endeudada, el doble del monto de la deuda pública española. A cambio querían dos cosas: la perpetuidad, el derecho a pasar su encomienda a sus herederos indefinidamente y el control de sus súbditos indígenas con la autoridad para nombrar jueces, eludiendo así la autoridad de los curacas y funcionarios españoles en Perú. Los gobernantes indígenas asistidos por clérigos católicos, ambos amenazados por la propuesta, también enviaron un representante a España, hijo de Gerónimo Guacrapaucar, curaca de Hatun Xauxa que había sobrevivido desde tiempos de los incas, con su contraoferta: 100 000 pesos más que la oferta del encomendero a cambio de proclamar a los curacas señores del Perú y eliminar las encomiendas. Es dudoso que alguna de las partes tuviera los recursos para respaldar su oferta, y ninguna fue aceptada. En la década de 1560, los encomenderos reprimieron a los curacas en Jauja, alegando que estaban planeando una revuelta.
La respuesta de la Corona fue desfavorable para ambos bandos. El gobernador interino del Perú, Lope García de Castro, creó el cargo de "Corregidor de Indios", que extendió el poder de la Corona a las zonas rurales del Perú. La acción unió a todas las facciones contra García y limitó la eficacia de los corregidores, pero también destruyó las aspiraciones tanto de los encomenderos como de los curacas por el control del Perú rural. En 1569, con el nombramiento de Francisco de Toledo como virrey y su política de reducciones (concentrar a los indígenas del Perú en aldeas al estilo español para facilitar el control y la cristianización del gobierno español), las aspiraciones de encomenderos y curacas recibieron otro golpe. Con la lenta y controvertida implementación de las reducciones, el tributo que los encomenderos recibían de los indígenas iba en cambio al gobierno virreinal, y estos recibían solo una parte, aunque muchos de ellos pudieron convertirse en terratenientes. Por el contrario, los curacas, contrariamente a las reformas de Toledo de reducir su influencia, se hicieron aún más importantes como intermediarios entre el gobierno español y los indígenas.
En el siglo XVII, los encomenderos conservaron parte de su prestigio, pero perdieron constantemente su importancia económica debido a la diversificación de la economía peruana y la disminución de la población indígena del Perú. En 1721 la Corona española declaró ilegal la creación de nuevas encomiendas. El número de encomiendas se había reducido a alrededor de 100 en ese momento, pero continuaron existiendo en algunas áreas de Perú hasta fines del siglo XVIII. Las encomiendas fueron reemplazadas por el sistema de haciendas.